# Rysslands flygvapen
Rysslands flygvapen övergick 1992 till den ryska militären efter Sovjetunionens upplösning. Sovjetunionens flygstyrkor fördelades då mellan flera nya stater och av dessa fick Ryssland 40% av alla flygplan och 60% av allt manskap.
Kraftigt minskade budgetanslag och brist på reservdelar gjorde att mycket av det gamla sovjetiska materielet kom att förfalla under 1990-talet. De ryska stridspiloterna fick också dåligt med flygtid. Under denna period kom flera flygsystem att dras tillbaka från det ryska flygvapnet. Bl.a jaktplanen MiG-23, MiG-27 och Su-17. Få nya flygplan tillkom och mellan åren 1995 och 2005 stod produktionen av nya flygplan i princip still.
I början av 2000-talet hade den ryska ekonomin börjat återhämta sig och man kunde nu börja uppdatera flygsystem och ge piloter mer flygtid. Under det sena 2000-talet presenterade också Ryssland en ny upprustning av den ryska försvarsmakten och flera beställningar till det ryska flygvapnet lades fram. I slutet av 2012 fanns det beställningar på över 300 stridsflygplan och helikoptrar till det ryska flygvapnet. Mellan åren 2010 och 2017 har Ryssland inskaffat över 350 nya stridsflygplan och mer än 500 helikoptrar.  
Man kommer från 2018 att även börja köpa in stridsflyg från den femte generationen i form av PAK-FA (Su-57).  
Det ryska flygvapnet har medverkat i både det första (1994-96) och andra (1999-?) Tjetjenienkrigen. Även i kriget mellan Ryssland och Georgien under hösten 2008 deltog det ryska flygvapnet.

## Flotta
- Jaktflyg
  - MiG-29  (254)
  - MiG-31  (134)
  - Su-27  (261)
  - Su-30  (138)[4]
  - Su-35  (103)[5]
  - Su-57 (3)[6]
- Attack/bombflyg
  - Su-24  (302)
  - Su-25  (197)
  - Su-34  (134)[7]
  - Tu-22M  (69)
- Skolflyg
  - Yak-130 (92)
- Strategiskt bombflyg
  - Tu-95  (58)
  - Tu-160  (16)
- Transportflyg
  - Iljusjin Il-76  (86)
  - An-72  (20)
  - An-124  (11)
- Specialflyg
  - IL-78 (lufttankningsplan)  (15)
  - A-50 (Radarspaningsflyg)  (12)
- Helikoptrar
  - Mil Mi-8 (357)
  - Mil Mi-14 (9)
  - Mil Mi-24 (298)
  - Mil Mi-26 (38)
  - Mil Mi-28 (98)
  - Ka-52 (104)

| Helikoptrar levererade till det ryska flygvapnet 2010–2017 | Helikoptrar levererade till det ryska flygvapnet 2010–2017 | Helikoptrar levererade till det ryska flygvapnet 2010–2017 | Helikoptrar levererade till det ryska flygvapnet 2010–2017 | Helikoptrar levererade till det ryska flygvapnet 2010–2017 | Helikoptrar levererade till det ryska flygvapnet 2010–2017 | Helikoptrar levererade till det ryska flygvapnet 2010–2017 | Helikoptrar levererade till det ryska flygvapnet 2010–2017 | Helikoptrar levererade till det ryska flygvapnet 2010–2017 | Helikoptrar levererade till det ryska flygvapnet 2010–2017 | Helikoptrar levererade till det ryska flygvapnet 2010–2017 |
| Typ                                                        | Tidigare.                                                  | 2010                                                       | 2011                                                       | 2012                                                       | 2013                                                       | 2014                                                       | 2015                                                       | 2016                                                       | 2017                                                       | Totalt                                                     |
| ---------------------------------------------------------- | ---------------------------------------------------------- | ---------------------------------------------------------- | ---------------------------------------------------------- | ---------------------------------------------------------- | ---------------------------------------------------------- | ---------------------------------------------------------- | ---------------------------------------------------------- | ---------------------------------------------------------- | ---------------------------------------------------------- | ---------------------------------------------------------- |
| Mi-28N/UB                                                  |                                                            | 10                                                         | 12                                                         | 15                                                         | 14                                                         | 12                                                         | 10                                                         | 10                                                         | 7/8                                                        | 90/8                                                       |
| Mi-35M                                                     |                                                            |                                                            | 6                                                          | 11                                                         | 11                                                         | 16                                                         | 6                                                          | 5                                                          | 5                                                          | 60                                                         |
| Ka-52                                                      |                                                            | 4                                                          | 12                                                         | 21                                                         | 17                                                         | 10                                                         | 12                                                         | 16                                                         | 12                                                         | 104                                                        |
| Mi-8 family                                                |                                                            | 15                                                         | 10                                                         | 14                                                         | 53                                                         | 32                                                         | 27                                                         | 29                                                         | 27                                                         | 207                                                        |
| Mi-26                                                      |                                                            |                                                            | 4                                                          | 6                                                          | 4                                                          | 3                                                          |                                                            | 2                                                          | 3                                                          | 22                                                         |
| Ka-226                                                     |                                                            | 1                                                          | 9                                                          | 9                                                          | 6                                                          | 2                                                          | 4                                                          | ?                                                          | ?                                                          | 31+                                                        |
| Ansat-U                                                    | 6                                                          | 2                                                          | 5                                                          | 6                                                          | 6                                                          | 6                                                          | 6                                                          | 3                                                          | 10                                                         | 50                                                         |
| Ka-31                                                      |                                                            |                                                            |                                                            | 2                                                          |                                                            |                                                            |                                                            |                                                            |                                                            | 2                                                          |
| Total                                                      | 6                                                          | 32                                                         | 58                                                         | 84                                                         | 111                                                        | 81                                                         | 65                                                         | 65                                                         | 72                                                         | 574                                                        |
| Sources:                                                   |                                                            |                                                            |                                                            |                                                            |                                                            |                                                            |                                                            |                                                            |                                                            |                                                            |